# 瘟疫传说：安魂曲
《瘟疫传说：安魂曲》是由Asobo工作室开发，Focus Entertainment发行的一款动作冒险潜行类游戏，也是2019年游戏《瘟疫传说：无罪》的续作。接续前作的故事，阿米西亚和雨果逃出了支离破碎的家园，一路南下，寻找拯救雨果的关键秘密。游戏于2022年10月18日于Windows、Nintendo Switch（云游戏）、PlayStation 5、Xbox Series X and Series S平台上发售，支持中文字幕与配音。

## 剧情
下文譯名如繁體中文字幕所示。
1349年6月，即上一部游戏的故事发生六个月后，德·盧恩家族的艾蜜西亞（法配Léopoldine Serre，國配Wu Di）和雨果（法配Cécile Gatto，國配Shao Min Jia）兩姊弟，以及母亲碧翠絲（法配Barbara Tissier，國配Xu Hui）和她的学徒路卡斯（法配Tom Trouffier，國配Li Hao Rui），向一个鍊金學會寻求庇护。一群敌对的生存主义养蜂人袭击了姊弟，导致雨果体内的“印記”复苏。衆人在普罗旺斯的一座设防城镇内藏身，碧翠絲请求學會的代表福登學士（法配Bernard Bollet，國配Liu Bei Chen）帮助治疗雨果；然而治疗反而加重了他的病情，导致城镇被鼠群吞噬，最终变成废墟。福登在混乱中丧生，其余人乘船逃向學會总部马赛。
艾蜜西亞不愿看到雨果被學會当作实验对象囚禁，决定带着雨果离开碧翠絲和路卡斯，寻找雨果反复梦见的岛屿，希望能找到治愈印記的方法。在旅途中，他们被普罗旺斯士兵以及堕落骑士阿諾德（法配Serge Biavan，國配Su Xin）率领的雇佣兵追捕。阿諾德主動提出帮助安排船只前往雨果梦中的岛屿“拉庫納”。他们搭乘阿諾德的走私犯朋友蘇菲亞（法配Alice Taurand，國配Mu Xue Ting）的船航行至岛上。
到达拉庫納岛后，衆人发现当地居民在維克托·德·阿爾勒伯爵（法配Lionel Tua，國配Meng Xiang Long）和愛蜜莉伯爵夫人（法配Julie Cavanna，國配Xie Ying）的领导下，崇拜一个名为“餘燼靈童”的异教神祇。阿諾德将儿子的死归咎于維克托，于是试图胁迫雨果召唤鼠群攻击維克托，但被艾蜜西亞阻止，随后阿諾德被逮捕。艾蜜西亞推断伯爵夫妇秘密将上一位印記帶原者当作餘燼靈童崇拜，不為外人所知。在蘇菲亞的帮助下，他们深入一座古老的學會神庙，追查帶原者巴索琉斯及其保護人艾莉亞的历史。他们进入一座艾莉亞因反抗學會而被囚禁在此的小聖堂，发现了一群向餘燼靈童献祭人类的奴隸販子崇拜者；雨果召唤鼠群消灭了这些奴隸販子。衆人发现，目前印記根本没有治愈方法，以前也从未有过；巴索琉斯曾被學會囚禁于地下以遏制印記，而艾莉亞在救他之前就已死亡。失去艾莉亞後，巴索琉斯屈服于印記，引发了查士丁尼大瘟疫。艾蜜西亞意识到印記利用梦境引诱雨果进入它的掌控中。衆人在牢狱崩塌、鼠群蜂拥而出时逃离。
艾蜜西亞和雨果返回維克托的城堡，与碧翠絲和路卡斯重聚。艾蜜西亞推测，只要他们陪伴雨果，印記就会保持沉寂。然而，維克托透露愛蜜莉认为雨果就是餘燼靈童——这是維克托为无法生育的愛蜜莉编造的神话——因此他们必须杀死雨果本來的家人然後收养他。愛蜜莉使用仪式献祭杀死碧翠絲后，雨果召唤鼠群吞噬了愛蜜莉，摧毁了岛屿的大部分区域。艾蜜西亞一行人救出了阿諾德，随后搭乘蘇菲亞的船逃离，維克托紧追不舍。維克托重伤了艾蜜西亞并抓走了雨果，其余人被迫跳海逃生。上岸后，阿諾德牺牲自己为艾蜜西亞创造机会杀死維克托，但他们未能阻止雨果因误以为艾蜜西亞已死而彻底投降于印記。鼠群迅速蔓延，摧毁了马赛。艾蜜西亞和路卡斯进入废墟中由印記创造的幻境世界。此处，雨果的声音告诉艾蜜西亞，如今他已完全与印記融合，阻止鼠群的唯一方法就是杀死他。如果艾蜜西亞拒绝动手，则由路卡斯执行这一举措。
一年后，艾蜜西亞居住在山间，而路卡斯继续在其他地方研究炼金术。艾蜜西亞准备与蘇菲亞一同启程，寻找下一位印記帶原者及其保護人，以便提供指导。在出发前，她向雨果的墓碑致以敬意。
片尾彩蛋發生在现代，一个孩子正依赖呼吸机维生，其皮肤上出现了印記的迹象。

## 外部連結
- 官方网站